# Aloysio Raulino
Aloysio Albuquerque Raulino de Oliveira (Rio de Janeiro, 19 de fevereiro de 1947 - São Paulo, 18 de maio de 2013 ) foi um diretor e fotógrafo cinematográfico brasileiro.

## Biografia
Radicado em São Paulo desde a adolescência, formou-se em cinema com a primeira turma da ECA-USP, em 1970. Ainda na escola, dirigiu seus primeiros curtas-metragens, sendo que Retorna, vencedor (1968) recebeu Prêmio Especial do Júri no Festival JB. Por Teremos infância  (1974), foi premiado no Festival de  Oberhausen, na Alemanha, e no Festival de Bilbao, na Espanha, além de ter recebido o Prêmio Governador do Estado de São Paulo, pelo  melhor curta-metragem do ano.
Em 1973, foi um dos fundadores e o primeiro presidente da Associação Brasileira de Documentaristas. Ainda nos anos 1970, presidiu a Associação Paulista de Cineastas.
Em 1982, concluiu seu único longa-metragem como diretor, Noites paraguaias - filme que ele próprio descreveu como uma "narrativa de caráter poético-tragicômico, que procura demonstrar a similitude das culturas dos dois países que têm em comum sua origem pré-colonial".
Estreou como fotógrafo cinematográfico no longa Cristais de sangue (1975), de Luna Alkalay, do qual foi também produtor e corroteirista. A partir daí, especializou-se como diretor de fotografia, função que exerceu em mais de um centena de filmes, dos quais pelo menos 30 longas-metragens, tais como Braços Cruzados Máquinas Paradas, de Sérgio Toledo e Roberto Gervitz (1956); Greve (1979) e O Homem que Virou Suco (1980), ambos de João Batista de Andrade; O baiano fantasma (1984), de Denoy de Oliveira; Cafuné (2005), de Bruno Vianna; Cartola - música para os olhos (2006), de Lírio Ferreira e Hilton Lacerda, e O aborto dos outros (2007) de Carla Gallo; FilmeFobia (2008), de Kiko Goifman e Jean-Claude Bernardet; Riocorrente (2013), de Paulo Sacramento, entre muitos outros filmes. 
Foi finalista do Prêmio Academia Brasileira de Cinema de 2003 pela fotografia do documentário O prisioneiro da grade de ferro, de Paulo Sacramento  e ganhou o prêmio de Melhor Fotografia no Festival de Gramado de 2006, por Serras da desordem, de Andrea Tonacci.
Em 2011 realizou a direção de fotografia do longa metragem Anna K., que teve sua estreia nos cinemas em 2015.
Numa madrugada de maio de 2013, foi encontrado morto, provavelmente em consequência de uma parada cardiorrespiratória, numa rua da Vila Madalena, bairro da zona oeste de São Paulo, onde morava havia mais de 40 anos.

## Filmografia como diretor
- 2009: Celeste (curta) [10]
- 1995: São Paulo - cinemacidade (curta, codir. Regina Meyer e Marta Grostein)
- 1994: Puberdade (curta)
- 1991: Como dança São Paulo (vídeo)
- 1985: Inventário da rapina (curta)
- 1982: Noites Paraguaias (longa)
- 1981: A morte de um poeta (curta)
- 1980: O tigre e a gazela (curta)
- 1978: Porto de Santos (curta)
- 1974: Teremos infância (curta)
- 1972: A santa ceia (episódio do longa Vozes do medo)
- 1972: Jardim Nova Bahia (curta)
- 1970: Arrasta a bandeira colorida (curta)
- 1970: Lacrimosa' (curta, codir. Luna Alkalay)
- 1969: Rua 100, New York (curta)
- 1968: Retorna, vencedor (curta)
- 1967: São Paulo (curta)